# 犬童長広
犬童 長広（いんどう ながひろ）は、戦国時代の武将。相良氏の家臣。

## 生涯
相良氏に仕える有力な重臣で、人吉の奉行を務めた。大永4年（1524年）の相良長定の謀反に加担し、当主・相良長祗を大永5年（1525年）に一族の犬童匡政に殺害させた。これにより長定を相良家の当主に擁立したが、大永6年（1526年）に長祗の兄・相良長隆が反乱（相良瑞堅の乱）を起こし人吉を奪ったため、長定と共に八代に逃亡した。
その後、追討を逃れるために長定と共に犬童匡政の拠る芦北郡津奈木にまで退避したが、相良氏の一族で有力者である上村頼興の支持を得た相良義滋が家督を相続すると、犬童一族は謀反人と見なされ、享禄3年（1530年）に義滋・頼興の命令を受けた上村長種（頼興の弟）に攻められて、長広は大半の一族もろとも殺害されたのである。
このとき、10歳の幼少にあった一族の熊徳丸（後の犬童頼安）は助命され、弘治2年（1556年）に相良家に帰参して有力重臣として仕えることになる。